# Brockum
Brockum (dolnoniem. Brookm) – miejscowość i gmina w Niemczech, w kraju związkowym Dolna Saksonia, w powiecie Diepholz, wchodzi w skład gminy zbiorowej Altes Amt Lemförde.